# Olga Ahtinen
Olga Adela Ahtinen (* 15. August 1997 in Kokkola) ist eine finnische Fußballspielerin. Die im zentralen Mittelfeld einsetzbare Spielerin steht seit 2023 bei Tottenham Hotspur unter Vertrag und spielt seit 2017 für die finnische Nationalmannschaft.

## Karriere

### Vereine
Ahtinen spielte zunächst in ihrer Geburtsstadt für Gamlakarleby BK und Kokkola Futis 10. Es folgten Engagements bei Pallokissat Kuopio und PK-35 Vantaa, ehe sie 2017 zum dänischen Verein Brøndby IF wechselte. Dort gewann sie in der Saison 2017/18 das Double und nahm mit dem Verein an der UEFA Women’s Champions League 2017/18 und 2018/19 teil, wo sie im Sechzehntel- bzw. Achtelfinale jeweils gegen die Lillestrøm SK Kvinner ausschieden. Unmittelbar nach dem Ende der Saison 2018/19 in Dänemark wechselte sie über den Öresund zum Malmöer Verein IF Limhamn Bunkeflo, wo sie beim Tabellenvorletzten am achten Spieltag erstmals eingesetzt wurde. Sie konnte in 14 Saisonspielen dem Verein aber nicht helfen, den Abstieg zu verhindern, und wechselte anschließend ins Östergötlands län zum Linköpings FC. Im August 2023 wechselte sie zu Tottenham Hotspur. Im Mai 2025 wurde ihr Vertrag um ein weiteres Jahr verlängert.

### Nationalmannschaft
Ahtinen nahm mit den finnischen U-17- und U-19-Nationalmannschaften an den Qualifikationen für die U-17-Fußball-Europameisterschaft der Frauen 2013 und 2014 sowie die U-19-Fußball-Europameisterschaft der Frauen 2015 und 2016 teil, konnte aber nie die Endrunde erreichen.
2017 wurde sie erstmals in der A-Nationalelf eingesetzt, nachdem sie 2016 noch bei vier Spielen der Qualifikation für die EM 2017 nur auf der Bank gesessen hatte. In der Qualifikation für die WM 2019 kam sie in allen acht Spielen zum Einsatz und wurde nur bei der 1:4-Niederlage gegen Spanien und beim 4:0-Sieg gegen Israel ausgewechselt, als die Entscheidungen gefallen waren. Beim 2:0-Sieg gegen Serbien erzielte sie ihr erstes A-Länderspieltor. Beim Zypern-Cup 2019 erzielte sie zwei weitere Tore. In der Qualifikation für die EM 2022 hatte sie zwei Kurzeinsätze im zweiten und dritten Spiel im Herbst 2019. Nach der COVID-19-bedingten Länderspielpause wurde sie am 1. Dezember beim Spiel gegen Schottland zusammen mit Amanda Rantanen in der vierten Minute der Nachspielzeit eingewechselt. Rantanen erzielte eine Minute später mit ihrem ersten Länderspieltor den 1:0-Siegtreffer. Im letzten Spiel der Qualifikation am 23. Februar 2021 stand sie dann für 90 Minuten auf dem Platz. Bereits vier Tage zuvor hatten sich die Finninnen für die EM-Endrunde qualifiziert. In den ersten vier Spielen der Qualifikation für die WM 2023 wurde sie nur für 26 Minuten beim 3:0-Sieg gegen Georgien eingewechselt. In den beiden Spielen im April 2022 wurde sie je einmal ein- und ausgewechselt. Am 9. Juni 2022 wurde sie für die EM-Endrunde nominiert. Bei der Endrunde wurde sie in den drei verlorenen Gruppenspielen, nach denen die Finninnen ausschieden, jeweils in der Endphase eingewechselt. In der Qualifikation für die WM 2023 war sie in drei Spielen vor der EM-Endrunde zweimal ein- und einmal ausgewechselt worden. Nach der EM-Endrunde kam sie in den letzten beiden Spielen über die volle Spielzeit zum Einsatz. Da die beiden Spiele in Irland und daheim gegen Schweden verloren wurden, verpassten die Finninnen die Play-offs und konnten sich nicht für die WM qualifizieren.
Im Frühjahr 2023 gewann sie mit der Mannschaft den Zypern-Cup. In der UEFA Women’s Nations League 2023/24 wurde sie in drei Spielen eingesetzt und konnte mit ihrer Mannschaft den Aufstieg in die Liga A für die Qualifikation zur EM 2025 feiern. Hier belegten sie zwar nur den letzten Platz in der Gruppe, so dass sie wieder in Liga B der UEFA Women’s Nations League 2025 abstiegen, in den Play-offs, in denen sie dreimal eingesetzt wurde, konnten sich die Finninnen aber für die EM-Endrunde qualifizieren.

## Erfolge
Brøndby IF
- Dänische Meisterin 2018/19
- Dänische Pokalsiegerin 2018/19